# Стерлінгський професор

Логотип Єльського університету

Сте́рлінгський профе́сор (англ. Sterling Professor) — численна іменна професура у Єльському університеті, що є найвищим вченим званням в університеті для штатних викладачів і наукових співробітників.
Почесні посади засновано на кошти від випускника Єля 1864 року Джона Вільяма Стерлінга (1844—1918) та названо його іменам. Джон Вільям Стерлінг, нью-йоркський корпоративний юрист, був одним з найбільших жертводавців Єльського університету.
Першим стерлінгським професором було обрано хіміка Джона Джонсона у 1920 році.

## Джон Вільям Стерлінг та його заповіт

### Біографічні дані

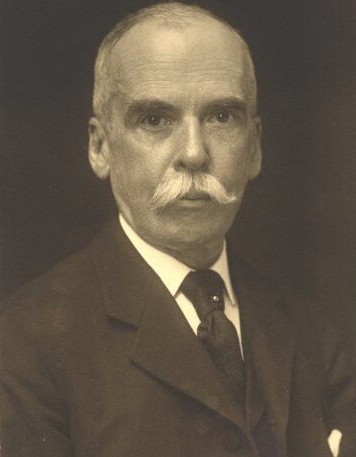

Джон Вільям Стерлінг народився у Стратфорді, штат Коннектикут. У 1864 закінчив Єльський університет зі ступенем бакалавра, був членом товариства Череп і кістки. Через три роки був прийнятий у колегію адвокатів. Навчався в юридичній школі Колумбійського університету, де у 1874 році здобув степінь магістра, а у 1893 році доктора юридичних наук.
З 1873 року був партнером нью-йоркської юридичної фірми Shearman & Sterling, клієнтами якої були сім'я Рокфеллерів та компанія Standard Oil, Генрі Форд, Джей Гулд.

### Заповіт
За заповітом Стерлінга, всі гроші, отримані від продажу його нерухомості, були передані Єльському університету, для будівництва «принаймні одного міцного, корисного і архітектурно красивого будинку, в якому буде втілена його любов до своєї альма- матер» та створення іменної професури в університеті.
В результаті університет отримав близько 18 млн доларів (еквівалент на 2011 рік понад 200 млн доларів). Тоді це була найбільша сума, коли-небудь пожертвувана вищому навчальному закладу. На ці кошти в Єльському університеті було збудовано декілька будівель (у тому числі, будівлю Меморіальної бібліотеки Стерлінга) та заснована численна іменна професура (27 постійних професорських посад).

## Список деяких стерлінгських професорів

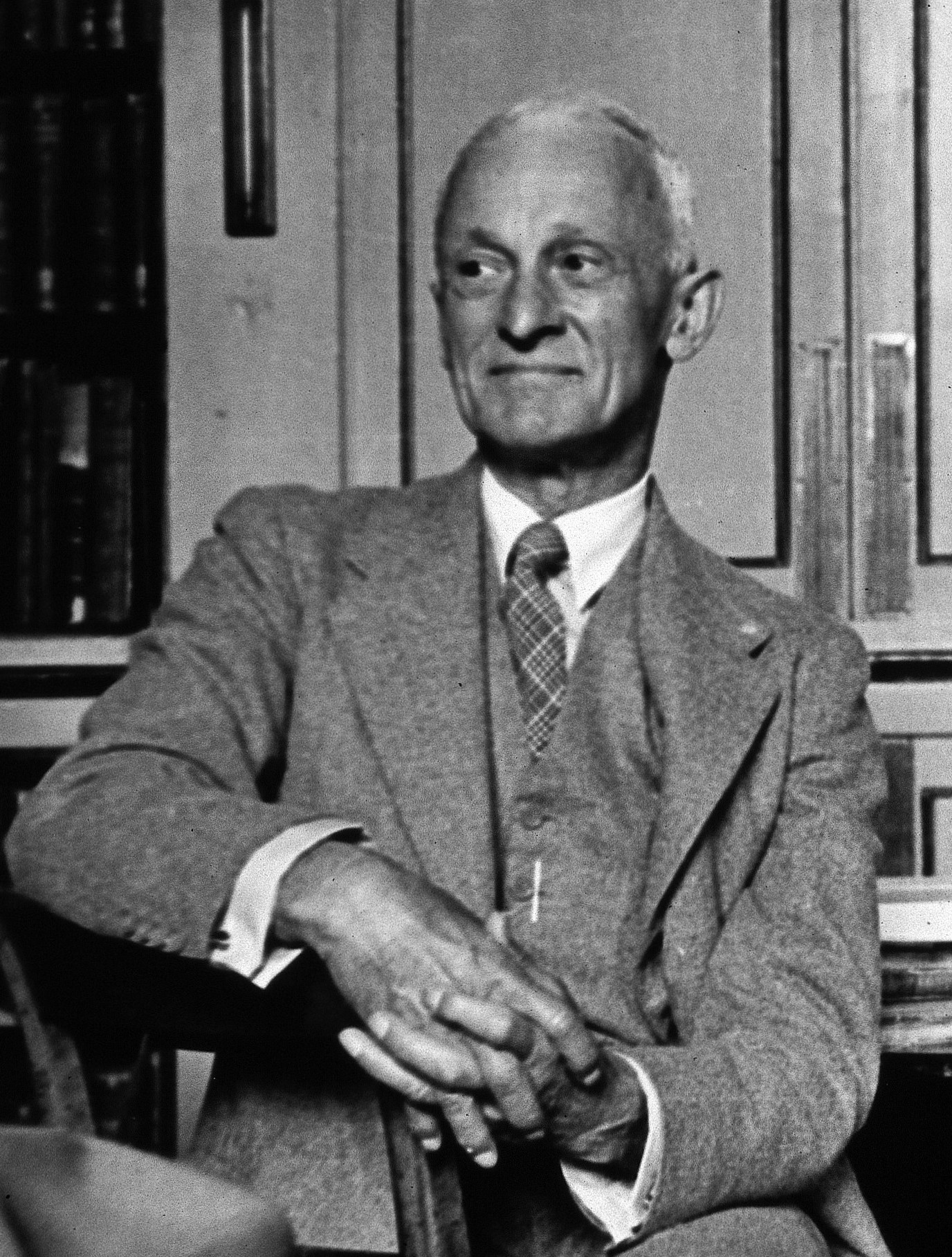
Гарві Кушинг (1869—1939)

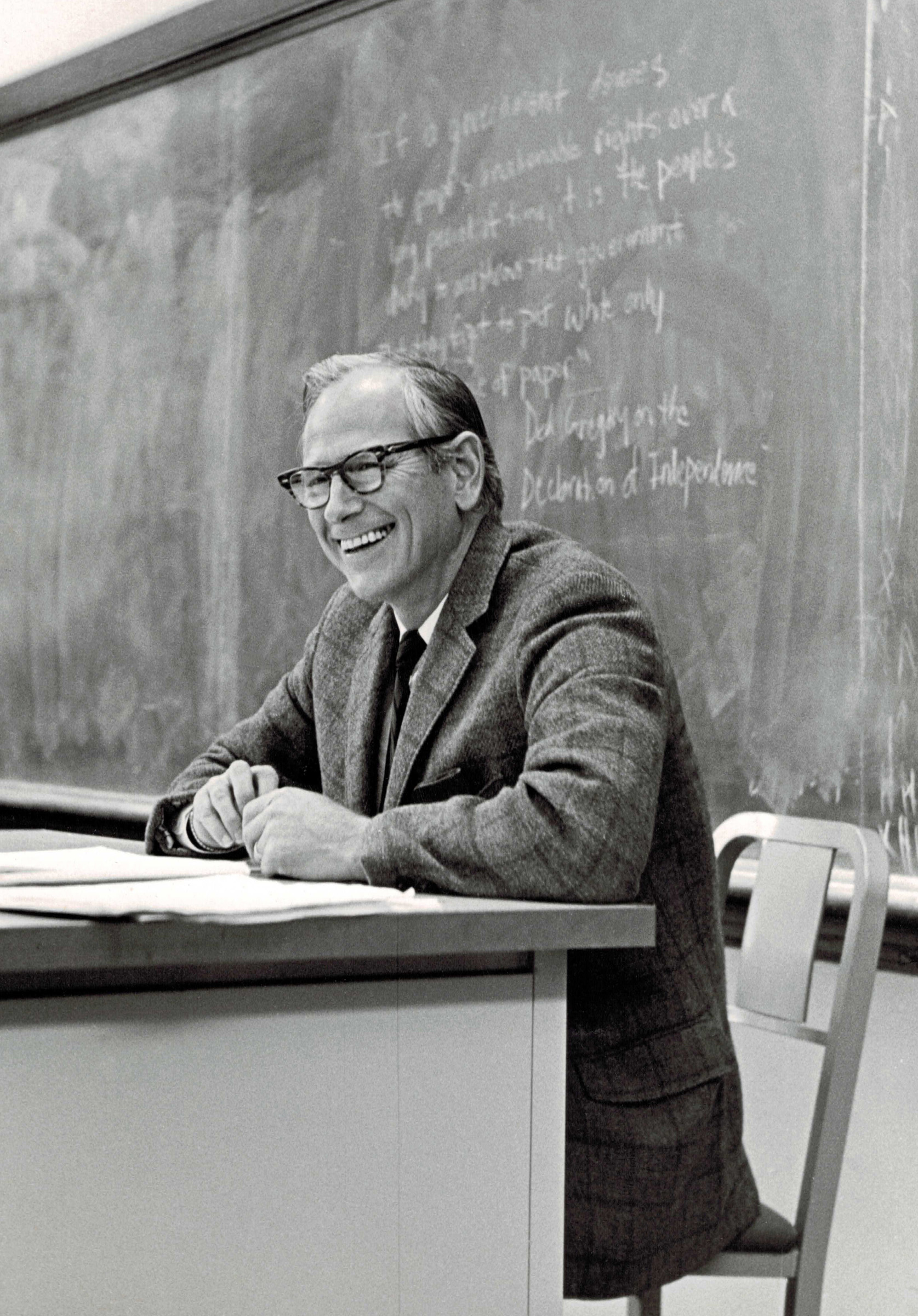
Роберт Даль (1915—2014)

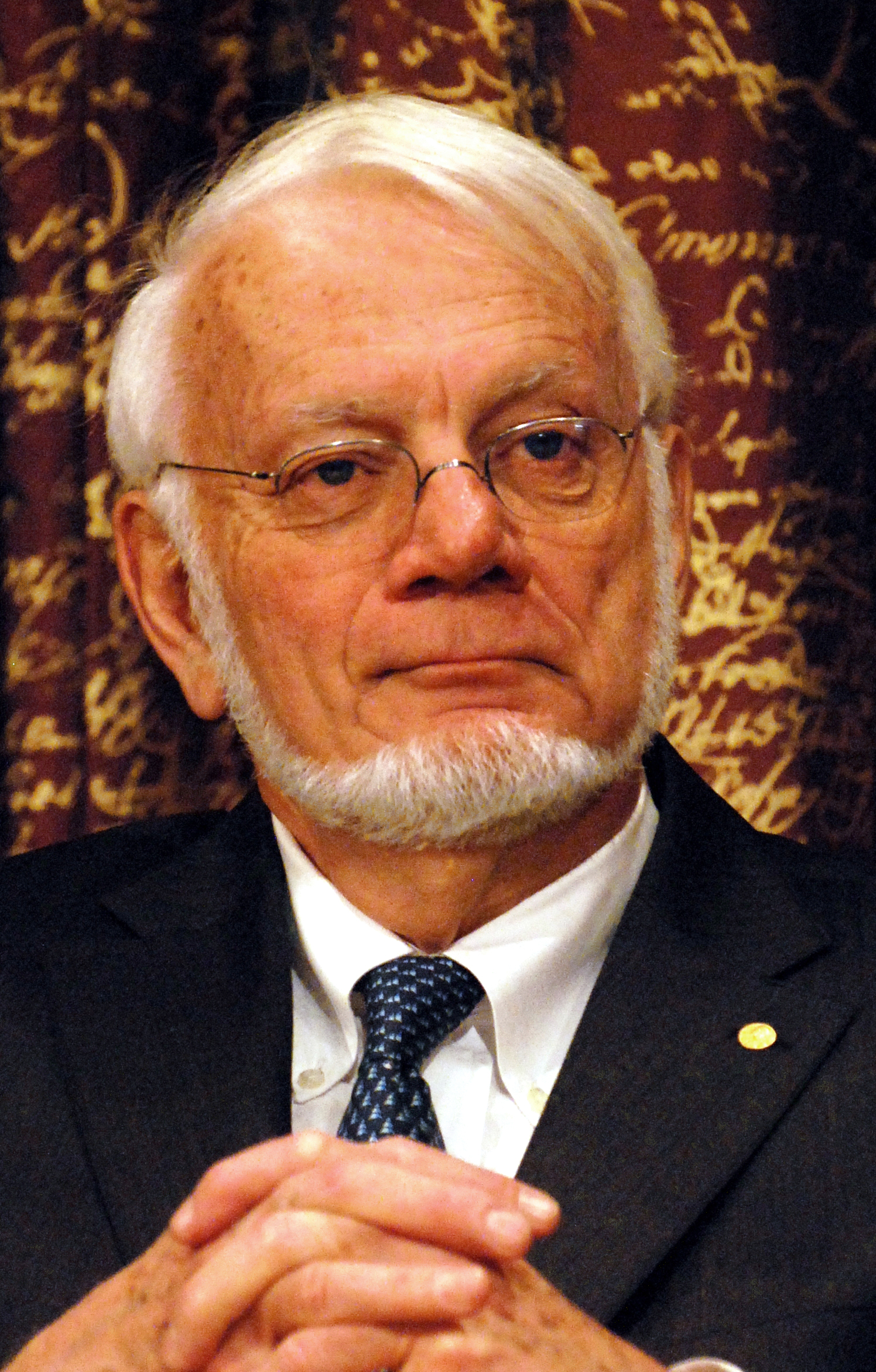
Томас Стейц (1940—2018)

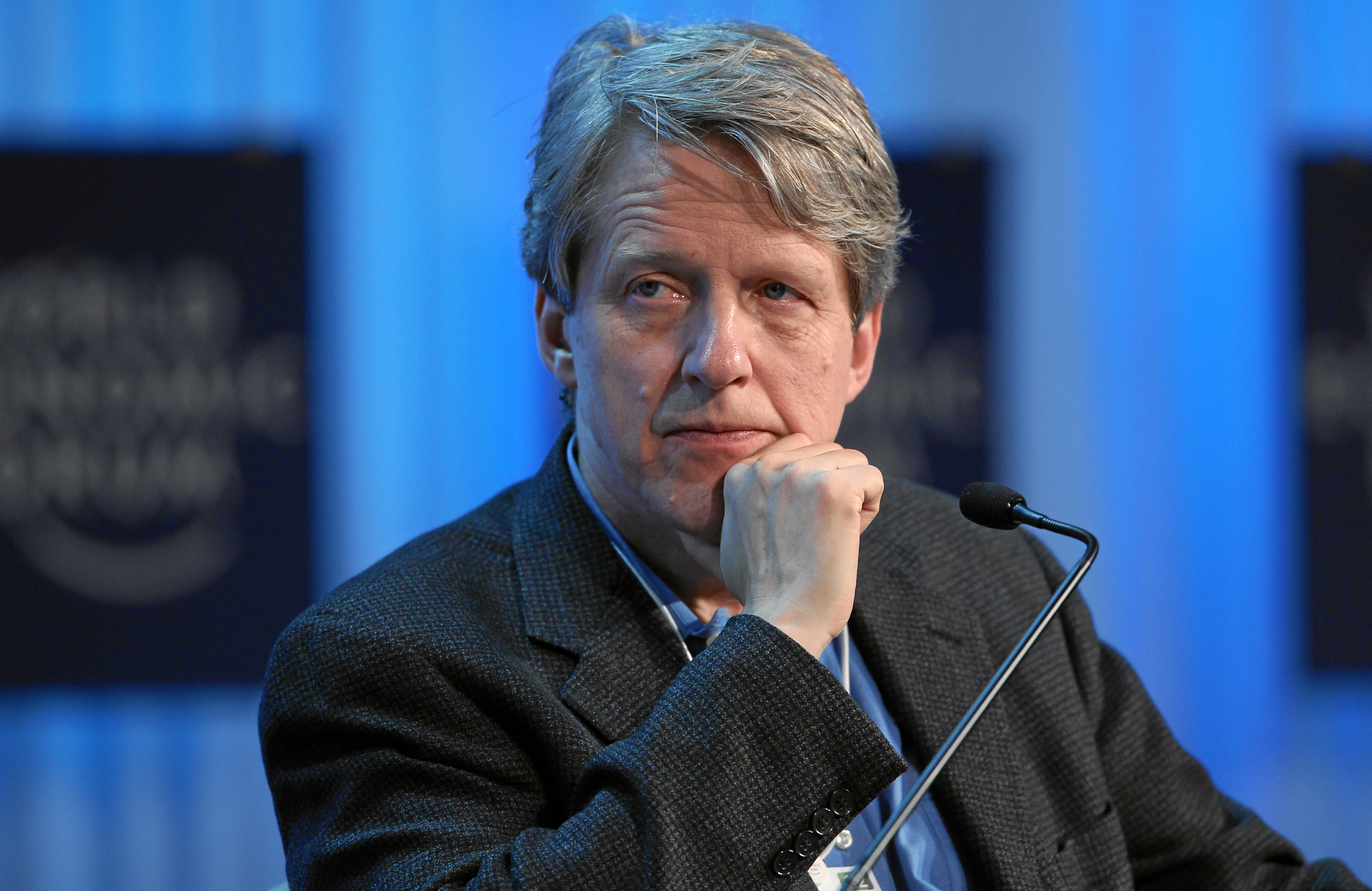
Роберт Шиллер (1946)

- Еріх Ауербах — німецький філолог, історик романських літератур
- Семюел Флегг Беміс[en] — американський історик і біограф
- Гарольд Блум — американський історик і теоретик культур, літературний критик
- Леонард Блумфілд — американський лінгвіст, один із засновників дескриптивного напряму структурної лінгвістики
- Едвін Борчард — американський вчений-міжнародник, правознавець і професор Єльської юридичної школи
- Ернест Вільям Браун — британський та американський математик і астроном
- Рене Веллек[en] — американський літературознавець, автор 8-томної Історії сучасного літературознавства і літературної критики
- Кларк Леонард Галл[en] — американський психолог
- Росс Гаррісон — американський біолог, лікар, ембріолог, який зробив одне з найважлифіших видкриттів в історії медицини — метод вирощування живих клітин в лабораторних умовах
- Джордж Евелін Гатчинсон — англо-американський зоолог
- Ерік Альфред Гевлок[en] — британський філолог-класик
- Пітер Гей — американський історик європейської культури і суспільної думки
- Карл Івер Говланд[en] — американський психолог
- Артур Горвіч — американський науковець в галузі біохімії і цитології
- Роберт Даль — американський політолог і соціолог
- Вільям Орвілл Дуґлас — американський юрист і політик, член Верховного суду США
- Вільям Йоргенсен — американський хімік, професор Єльського університету
- Дональд Каган — американський історик, відомий своєю чотиритомною історією Пелопоннеської війни
- Джон Гембл Кірквуд[en] — американський фізик-теоретик і хімік
- Джордж Кублер[en] — американський історик мистецтва, спеціаліст з доколумбової Америки
- Гарві Кушинг — американський нейрохірург і піонер хірургії мозку
- Флойд Лаунсбері — американський лінгвіст і антрополог
- Хуан Лінц — американський політолог
- Поль де Ман — американський філософ бельгійського походження
- Бенуа Мандельброт — французький і американський математик, засновник фрактальної геометрії
- Руслан Меджитов — американський імунобіолог
- Адольф Нопф — американський геолог
- Вільям Нордгауз — американський економіст
- Сідні Олтмен — канадський і американський молекулярний біолог, лауреат Нобелівської премії з хімії (1989)
- Ойстін Оре[en] — норвезький математик, спеціаліст в галузі алгебри, теорії чисел і теорії графів
- Джордж Паладе — американський біолог, лауреат Нобелівської премії з фізіології або медицини (1974)
- Ярослав Ян Пелікан — американський патролог та історик християнства
- Едуард Прокош[en] — американський лінгвіст.
- Абрагам Робінсон[en] — американський математик, основоположник «нестандартного аналізу»
- Франц Розенталь[en] — німецький і американський сходознавець, спеціаліст в галузі семітських мов, арабської літератури
- Стівен Росс [en] — американський економіст
- Михайло Ростовцев — російський і американський історик античності
- Едвард Сепір — американський мовознавець і етнолог
- Джонатан Спенс[en] — британо-американський історик, що спеціалізувався на історії Китаю
- Ніколас Спайкмен — американський геополітик і політолог
- Томас Стейц — американський науковець-кристалограф, лауреат Нобелівської премії з хімії (2009)
- Джеймс Тобін — американський економіст, лауреат Нобелівської премії з економіке (1981)
- Вільям Феллнер[en] — американський економіст
- Пітер Філліпс[en] — новозеландський економіст
- Ніколас Хрістакіс[en] — греко-американський соціолог, біолог і лікар
- Бревард Чайлдс[en] — американський богослов, професор
- Іен Шапіро[en] — американський політолог південноафриканського походження
- Роберт Шиллер — американський економіст, лауреат Нобелівської премії з економіки (2013)
- Гаррі Шульман[en] — американський економіст, арбітр, декан Єльської юридичної школи